# Песчанка (Вольский район)
Песчанка — село в Вольском районе Саратовской области России. Входит в состав Барановского муниципального образования.

## География
Село находится в северной части области, в пределах Приволжской возвышенности, на левом берегу реки Терешка, на расстоянии примерно 36 километров (по прямой) к западу от города Вольск. Абсолютная высота — 26 метров над уровнем моря.

## История
В прошлом населённый пункт был известен как Паршовка (Паршевка). В «Списке населённых мест Саратовской губернии по данным 1859 года» населённый пункт упомянут как казённая деревня Паршовка Волгского уезда (1-го стана) при речке Теришке, расположенное в 37 верстах от уездного города Волгска. В селе имелось 67 дворов и проживало 1767 жителей (238 мужчин и 276 женщин).
Согласно «Списку населённых мест Вольского уезда» издания 1914 года (по сведениям за 1911 год) в деревне Паршевка, входившей в состав Ершовской волости, имелось 161 хозяйство и проживало 642 человека (310 мужчин и 332 женщины). В национальном составе населения преобладали великороссы. Функционировала земская школа.
В 1961 году указом Президиума Верховного Совета РСФСР село Паршовка переименовано в Песчанка.

## Население
| 2010 |
| ---- |
| 0    |

## Улицы
Уличная сеть села состоит из одной улицы (ул. Заречная).